# Cal Montserrat (Santa Fe del Penedès)
Cal Montserrat és un edifici de Santa Fe del Penedès (Alt Penedès) inclòs a l'Inventari del Patrimoni Arquitectònic de Catalunya.

## Descripció
Cal Montserrat és un habitatge situat a l'interior del nucli urbà se Santa Fe del Penedès. Es tracta d'un edifici interessant degut a la composició de la seva façana, irregular, amb elements decoratius d'estil renaixentista i galeria porxada a les golfes.

## Història
El seu propietari als anys 80 era Albert Bosch i Hill. A la façana es pot llegir "1620".